# Bàcul del Papa Luna

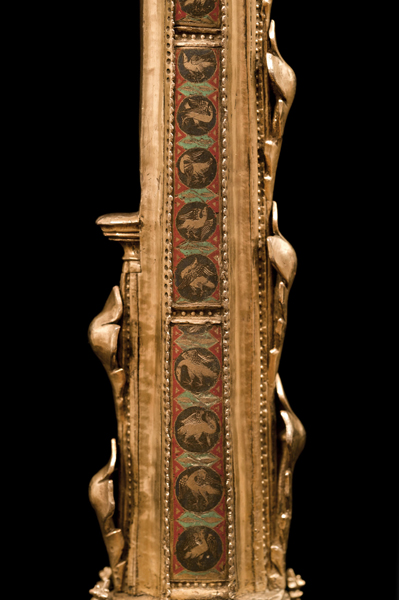
Detall del bàcul.

El Bàcul del Papa Luna és un bàcul pastoral de plata i esmalt que s'exposa al Museu Arqueològic Nacional d'Espanya (MAN) amb l'inventari número 52160. Està fet a Avinyó entre els anys 1342 i 1352.

## Història
És obra d'un argenter d'Avinyó al servei de Climent VI, encara que va pertànyer al papa Benet XIII d'Avinyó, més conegut com a «Papa Luna». És la part superior d'un bàcul poligonal rematat amb un basament amb l'Anunciació. José Manuel Cruz Valdovinos, en una anàlisi comparativa amb obres contemporànies, va arribar a la conclusió que es tracta d'una peça realitzada durant el pontificat de Climent VI, encara que va ser aprofitada pel Papa Luna, qui va afegir la decoració central del nus, «l'Anunciació». En el seu estudi iconogràfic es pot comparar amb altres peces italianes de la mateixa època, com l'exposada al museu de l'Òpera del Duomo de Siena, datat entre 1320-1330 i procedent de l'abadia de San Galgano, a la vora de Chiusdino. o el conservat al Museu Capitolare de Città di Castelló del 1324.

### Exposicions
L'obra ha participat en les següents exposicions:
- Exposició: VI Centenario de la muerte de don Pedro López de Ayala; 2006,
- Exposició: El papa Luna y su tiempo; Saragossa: 1994,
- Exposició: Aragón, Reino y Corona; Madrid : 04/04/2000-21/05/2000, [Centro Cultural de la Villa]

## Descripció

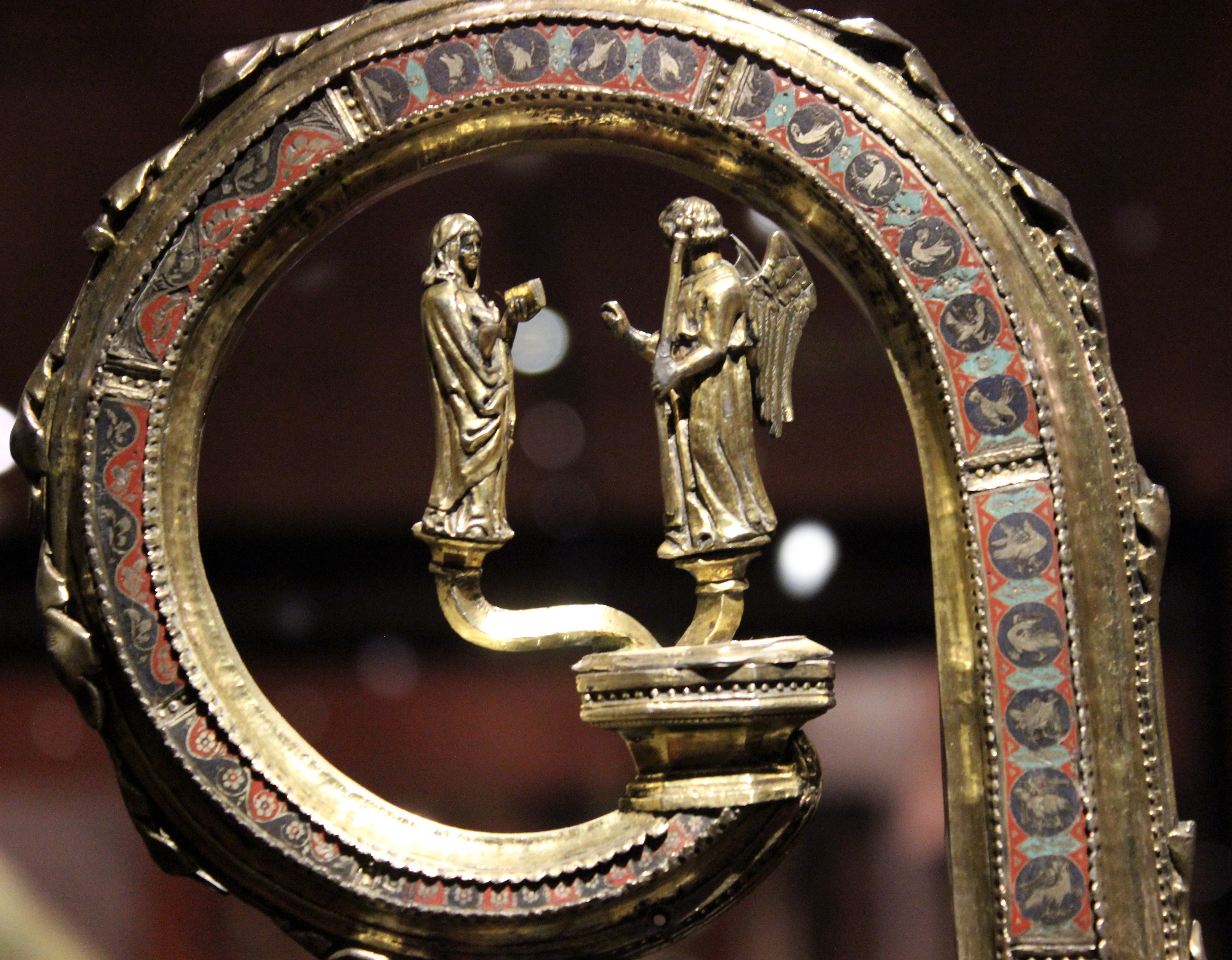
Detall de L'Anunciació al bàcul.

Està fet per una tija prismàtica hexagonal amb una decoració geomètrica en cares alternades, la poma central està esmaltada i gravada amb claus creuades d'or sobre plata. El nus té forma de templet de tres pisos on s'aprecien finestres amb arcs ogivals i lobulats, entre contraforts i pinacles.
Per damunt d'aquesta base surt una secció poligonal amb una petita peanya a mitjana alçada, i fa la volta normal en aquestes peces, acabant amb una petita base on es troba el grup figuratiu de l'Anunciació: l'Àngel anunciador i la Verge Maria. La decoració vegetal del bàcul simbolitza la vara florida d'Aaron i, per tant, l'anunciació de Maria, que obre la història de la salvació humana, fent referència també a la doctrina evangèlica que ha d'estendre el pontífex.